# Čakanovce (okres Lučenec)
Čakanovce (Hongaars: Csákányháza) is een Slowaakse gemeente in de regio Banská Bystrica, en maakt deel uit van het district Lučenec.
Čakanovce telt 1.069 inwoners.
Ábelová · Belina · Biskupice · Boľkovce · Budiná · Bulhary · Buzitka · Čakanovce · Čamovce · Divín · Dobroč · Fiľakovo · Fiľakovské Kováče · Gregorova Vieska · Halič · Holiša · Jelšovec · Kalonda · Kotmanová · Lehôtka · Lentvora · Lipovany · Lovinobaňa · Lučenec · Lupoč · Ľuboreč · Mašková · Mikušovce · Mučín · Mýtna · Nitra nad Ipľom · Nové Hony · Panické Dravce · Píla · Pinciná · Pleš · Podrečany · Polichno · Praha · Prša · Radzovce · Rapovce · Ratka · Ružiná · Stará Halič · Šávoľ · Šiatorská Bukovinka · Šíd · Šurice · Točnica · Tomášovce · Trebeľovce · Trenč · Tuhár · Veľká nad Ipľom · Veľké Dravce · Vidiná